# Nexton
Nexton Co., Ltd. (株式会社ネクストン Kabushiki-gaisha Nekusuton) là một công ty phần mềm Nhật Bản chuyên phát hành và phân phối visual novel được 23 công ty con của Nexton phát triển. Công ty đặt trụ sở tại Osaka, Nhật Bản. Chủ tịch hiện tại, Suzuki Akihiko đã từng là giám đốc của EOCS (Tổ chức đạo đức phần mềm máy tính Nhật Bản).

## Các công ty con
- Azarashi Soft và các công ty con, Azarashi Soft+1 and Azarashi Soft Zero
- BaseSon và các công ty con, BaseSon SPICE* and BaseSon Light
- Cinematograph
- Galactica
- Herencia
- KarinProject
- Latte (Trước đây là Tactics*Latte)
- Liquid
- Lusterise
- Luxury (Trước đây là Tactics*Luxury) và công ty con Luxury Tiara
- M's TOY BOX:
  - Dark One!
  - GLASSES
  - RE:creation
  - Sky Rocket
- Mayfar Soft
- Nameless
- Nomad
- Portion
- Pure-Liquid
- Score and và công ty con Score [Shukoa!]
- Torte Soft
- Yumemiru (Đồng sở hữu bởi DiGination)

Các thương hiệu cũ
- PL+US
- Psycho
- Tactics
- RaSen (tiếp quản bởi Yukari, tách biệt với Nexton)

## Tactics
Tactics từng là một thương hiệu của từ năm 1997 đến năm 2011. Sản phẩm đầu tiên của họ là một tựa game tên là Dōsei ra mắt vào giữa năm 1997, tiếp đó là Moon vào cùng năm, và One: Kagayaku Kisetsu e vào năm 1998. Hai tựa game cuối của họ nhận được nhiều lời khen ngợi từ cộng đồng người Nhật. Trong khi studio vẫn đang còn trong những năm đầu thành lập, đội ngũ nòng cốt của cả Moon và One đã tách ra và thành lập công ty của riêng mình là Key vào năm 1998. Tactics vẫn tiếp tục ra mắt game bất chấp sự thay đổi nhân sự đột ngột này. Vào năm 2009, Tactics trở thành hai thương hiệu riêng biệt: Tactics Luxury và Tactics*Latte. Vào năm 2011, thương hiệu Tactics đóng cửa và hai thương hiệu kia trở thành thương hiệu độc lập.
- Danh sách các tựa game của Tactics
  - Dōsei (1997)
  - Moon (1997)
    - Moon Renewal (1998)

  - One: Kagayaku Kisetsu e (1998)
- Danh sách các tựa game được sản xuất như một phần của Nexton
  - Suzu ga Utau Hi (1999)
  - Yūyake -November- (2000)
  - Variety Tactics (2000)
  - Sui Sui Sweet (2000)
  - Cheerio! (2001)
  - Kemono Gakuen (2001)
  - Flügel ~Yakusoku no Aozora no Shita e~ (2002)
  - Unicchi! ~Weenie Witches~ (2002)
  - Apocalypse ~Deus Ex Machina~ (2003)
  - Zaishuu -The SiN- (2004)
  - Tenshi no Himegoto (2005)
  - Harem Party (2006)
- Danh sách các tựa game của Tactics Luxury
  - Dưới tên Tactics Luxury
    - Trouble@Vampire! ~Ano Ko wa Ore no Goshujinsama~ (2009)

  - Dưới tên Luxury
    - Maou no Kuse ni Namaiki da! (2012)
    - Akuma de Oshioki! Marukido Sadoshiki Hentai Oshioki Kouza (2013)
    - Maou no Kuse ni Namaiki da! 2 ~Kondo wa Seisen da!~ (2013)
- Danh sách các tựa game của Tactics*Latte
  - Dưới tên Tactics*Latte
    - Dakkoshite Gyu! ~Ore no Yome wa Dakimakura~ (2009)

  - Dưới tên Latte
    - Imouto Senbatsu☆Sousenkyo (2011)
    - Dainikai Imouto Senbatsu☆Sousenkyo ~366ninme no Imouto Icha Love Nijitsudan~ (2012)
    - Koiseyo!! Imouto Banchou (2013)